# Малый Шургумал
Малый Шургумал (мар. Изи Шӱргыйымал) — деревня в Советском районе Республики Марий Эл. Входит в состав Кужмаринского сельского поселения.

## География
Находится в центральной части республики Марий Эл на расстоянии приблизительно 9 км по прямой на северо-запад от районного центра посёлка Советский.

## История
Известна с 1925 года как деревня с 31 хозяйством. В 1931 году в деревне было 37 дворов, проживали 145 человек. В 1956 году здесь было 30 дворов проживали 127 человек, в 1975 27 и 85 соответственно. В 2002 году оставалось 15 хозяйств. В советское время работал колхоз «У ял».

## Население
Население составляло 33 человека (мари 100 %) в 2002 году, 34 в 2010.